# Палена (провінція)
Провінція Палена  (ісп. Provincia de Palena) — провінція в Чилі у складі регіону Лос-Лагос.
Включає 4 комун.
Територія — 15303 км². Населення — 18349 осіб (2017). Щільність населення - 1,2 чол./км². 
Адміністративний центр - Чайтен.

## Географія
Провінція межує:
- на півночі — провінція Ллянкіуе
- на сході — провінції Ріо-Негро і Чубут (Аргентина)
- на півдні - провінції Айсен і Кояїке
- на заході — Тихий океан

## Адміністративний поділ
Провінція включає 4 комун:
- Чайтен. Адмін.центр - Чайтен.
- Футалеуфу. Адмін.центр - Футалеуфу.
- Уалаюе. Адмін.центр - Уалаюе.
- Палена. Адмін.центр - Палена.